# Kakanj
Kakanj es una municipalidad y localidad de Bosnia y Herzegovina. Se encuentra en el cantón de Zenica-Doboj, dentro del territorio de la Federación de Bosnia y Herzegovina. La capital de la municipalidad de Kakanj es la localidad homónima.

## Localidades
La municipalidad de Bugojno se encuentra subdividida en las siguientes localidades:
- Alagići
- Bašići (Kakanj)
- Bastašići
- Bičer
- Bijele Vode
- Bijelo Polje (Kakanj)
- Bilješevo
- Bištrani
- Bistrik-Crkvenjak
- Bjelavići
- Bosna (Kakanj)
- Brežani (Kakanj)
- Brnj
- Brnjic
- Bukovlje (Kakanj)
- Čatići
- Crnač
- Danci
- Desetnik
- Doboj (Kakanj)
- Donja Papratnica
- Donji Banjevac
- Donji Kakanj
- Donji Lučani
- Dračići
- Drijen
- Dubovo Brdo
- Dumanac
- Gora (Kakanj)
- Gornja Papratnica
- Gornji Banjevac
- Gornji Lučani
- Govedovići
- Gradac (Kakanj)
- Groce
- Halinovići
- Haljinići
- Hausovići
- Hodžići
- Hrasno
- Hrastovac (Kakanj)
- Ivnica
- Javor (Kakanj)
- Jehovina
- Jerevice
- Jezero (Kakanj)
- Karaula
- Karaulsko Polje
- Klanac (Kakanj)
- Kondžilo
- Koprivnica (Kakanj)
- Krševac
- Kučići
- Kujavče
- Lipnica
- Lučići
- Lukovo Brdo
- Marijina Voda
- Miljačići
- Mioči
- Modrinje
- Mramor
- Nažbilj
- Obre (Kakanj)
- Papratno
- Pavlovići (Kakanj)
- Pedići
- Podbjelavići
- Podborje
- Poljani (Kakanj)
- Poljice (Kakanj)
- Pope (Kakanj)
- Popržena Gora
- Ratanj
- Ribnica (Kakanj)
- Ričica
- Rojin Potok
- Saranovići
- Sebinje
- Semetiš
- Seoce (Kakanj)
- Slagoščići
- Slapnica
- Slivanj
- Slivnice
- Sopotnica
- Starposle
- Subotinje
- Termoelektrana
- Teševo
- Tičići
- Tršće (Kakanj)
- Turalići (Kakanj)
- Turbići
- Varalići
- Veliki Trnovci
- Viduša
- Vrtlište
- Vukanovići
- Zagrađe (Kakanj)
- Željeznička Stanica Kakanj
- Zgošća
- Živalji
- Zlokuće (Kakanj)

## Demografía
En el año 2009 la población de la municipalidad de Kakanj era de 43 306 habitantes. La superficie del municipio es de 377 kilómetros cuadrados, con lo que la densidad de población era de 115 habitantes por kilómetro cuadrado.